# NGC 3279
NGC 3279 (другие обозначения — IC 622, IRAS10320+1127, UGC 5741, ZWG 65.59, MCG 2-27-27, FGC 1100, PGC 31302) — галактика в созвездии Лев.
Этот объект входит в число перечисленных в оригинальной редакции «Нового общего каталога».
В галактике вспыхнула сверхновая SN 2007av типа II, её пиковая видимая звездная величина составила 15,5.